# Liste der Patriarchen der Georgischen Orthodoxen Apostelkirche

## Erzbischöfe vonMzcheta
- Ioane I. 335–363
- Iakobi 363–375
- Iobi 375–390
- Elia I. 390–400
- Svimeon I. 400–410
- Mose 410–425
- Iona 425–429
- Ieremia 429–433
- Grigol I. 433–434
- Vasili I. 434–436
- Glonakor 436–448
- Iovel I. 448–452
- Michael I. 452–467

## KatholikoivonIberia
- Peter I. 467–474
- Samuel I. 474–502
- Gabriel I. 502–510
- Tavfechag I. 510–516
- Chirmagi-Chigirmane 516–523
- Saba I. 523–532
- Evlavi 532–544
- Samuel II. 544–553
- Makari 553–569
- Svimeon II. 569–575
- Samuel III. 575–582
- Samuel IV. 582–591
- Bartlome 591–595
- Kirion I. 595–610
- Ioane II. 610–619
- Babila 619–629
- Tabor 629–634
- Samuel V. 634–640
- Evnon 640–649
- Tavfechag II. 649–664
- Evlale 664–668
- Iovel II. 668–670
- Samuel VI. 670–677
- Giorgi I. 677–678
- Kirion II. 678–683
- Izid-Bozidi 683–685
- Theodor I. (Teodose) 685–689
- Peter (Svimeoni) II. 689–720
- Talale 720–731
- Mamai 731–744
- Ioane III. 744–760
- Grigol II. 760–767
- Sarmeane 767–774
- Michael II. 774–780
- Samuel VII. 780–790
- Kirile 791–802
- Grigol III. 802–814
- Samuel VIII. 814–826
- Giorgi II. 826–838
- Gabriel II. 838–850
- Ilarion I. 850–860
- Arsen I. 860–887
- Evsuki 887–900
- Klementos 900–914
- Basili II. 914–930
- Michael III. 930–944
- David I. 944–955
- Arseni II. 955–980
- Oqropiri (Ioane I.) 980–1001
- Svimeon III. 1001–1012

## Patriarchen derGeorgisch-Orthodoxen Kirche
- Melkisedek I. 1001–1030
- Okropir (Ioane) II. 1031–1039
- Melkisedek I. 1039–1045 (erneut)
- Okropir (Ioane) II. 1045–1049 (erneut)
- Ekvtime I. 1049–1055
- Giorgi III. Taoeli 1055–1065
- Gabriel III. Safareli 1065–1080
- Dimitri 1080–1090
- Basili III. Karichisdze 1090–1100
- Ioane IV. Safareli 1100–1142
- Svimeon IV. Gulaberisdze 1142–1146
- Saba II. 1146–1150
- Nikolaus I. Gulaberize 1150–1178
- Michael IV. 1178–1186
- Theodor II. 1186–1206
- Basili IV. 1206–1208
- Ioane V. 1208–1210
- Epiphane 1210–1220
- Ekvtime II. 1220–1222
- Arseni III. 1222–1225
- Giorgi IV. 1225–1230
- Arseni IV. Bulmaisisdze 1230–1240
- Nikolaus II. 1240–1280
- Abraham I. 1280–1310
- Ekvtime III. 1310–1325
- Michael V. 1325–1330
- Basil V. 1330–1350
- Doroteoz I. 1350–1356
- Shio I. 1356–1364
- Nikolaus III. 1364–1380
- Giorgi V. 1380–1399
- Elioz Gobirakhisdze 1399–1411
- Michael VI. 1411–1426
- David II. 1426–1430
- Theodor III. 1430–1435
- David III. Gobeladze 1435–1439
- Shio II. 1440–1443
- David III. Gobeladze 1443–1459 (erneut)
- Markus 1460–1466
- David IV. 1466–1479
- Evagre 1480–1492
- Abraham II. Abalaki 1492–1497
- Efrem I. 1497–1500
- Evagre 1500–1503 (erneut)
- Doroteoz II. 1503–1510
- Dionise 1510–1511
- Doroteoz II. 1511–1516 (erneut)
- Basil VI. 1517–1528
- Malakia 1528–1538
- Melkisedek II. Bagrationi 1538–1541
- Germene 1541–1547
- Svimeon V. 1547–1550
- Zebede I. 1550–1557
- Domenti I. 1557–1562
- Nikolaus IV. Baratashvili 1562–1584
- Nikolaus V. 1584–1591
- Doriteoz III. 1592–1599
- Domenti II. 1599–1603
- Zebede II. 1603–1610
- Ioane VI. Avalishvili 1610–1613
- Kristefore I. 1613–1622
- Zakaria Jorjadze 1623–1630
- Evdemoz I. Diasamidze 1630–1638
- Kristefore II. Urdubegisdze Amilakhvari 1638–1660
- Domenti III. Kaikhosro Mukhran Batonisdze 1660–1675
- Nikolaus VI. Magaladze 1675–1676
- Nikolaus VII. Amilakhvari 1676–1687
- Ioan VII. Diasamidze 1687–1691
- Nikolaus VII. Amilakhvari 1691–1695 (erneut)
- Ioan VII. Diasamidze 1696–1700 (erneut)
- Evdemoz II. Diasamize 1700–1703
- Domenti IV. 1704–1725
- Besarion Orbeliani 1725–1737
- Kirile 1737–1739
- Domenti IV. 1739–1741 (erneut)
- Nikolaus VIII. Kherkheulidze 1742–1744
- Anton I. Didi 1744–1755
- Ioseb Jandieri 1755–1764
- Anton I. Didi 1764–1788 (erneut)
- Anton II. 1788–1811

## Exarchen von Georgien
- Varlam Eristavi 1811–1817
- Teopilakte Rusanov 1817–1821
- Iona Vasilevski 1821–1834
- Mose Bogdanov-Platonov 1832–1834
- Yevgeni Baganov 1834–1844
- Isidore Nikolski 1844–1858
- Evsevi Ilinski 1858–1877
- Ioanike Rudnev 1877–1882
- Pavel Lebedeff 1882–1887
- Palladi Raev 1887–1892
- Vladimir Bogojavlensky 1892–1898
- Flabiane Gorodetski 1898–1901
- Aleksei I. Opotski 1901–1905
- Nikolai Nalimov 1905–1906
- Nikon Sofiisky 1906–1908
- Innokenti Beliaev 1909–1913
- Aleksei II. Molchanov 1913–1914
- Piterim Oknov 1914–1915
- Platon Rozhdestvenski 1915–1917

## Patriarchen vonGeorgien
Hinweis: Bei allen genannten (ehemaligen) Patriarchen ist das Todesjahr das letzte Jahr ihrer Amtszeit. Kyrion III. wurde am Morgen des 27. Juni 1918 erschossen in seinem Haus aufgefunden.
- Kirion III., 1917–1918
- Leonide Okropiridse (geb. 1860), 1918–1921
- Ambrosius I., 1921–1927
- Kristefore III. Zizkischwili (geb. 1873), 1927–1932
- Kalistrate Zinzadse (geb. 1866), 1932–1952
- Melkisedek III. Pchaladse (geb. 1872), 1952–1960
- Efrem II. Sidamonidse (geb. 1896), 1960–1972
- David V. Dewdariani (geb. 1903), 1972–1977
- Ilia II. 1977–heute